# Trois-Évêchés

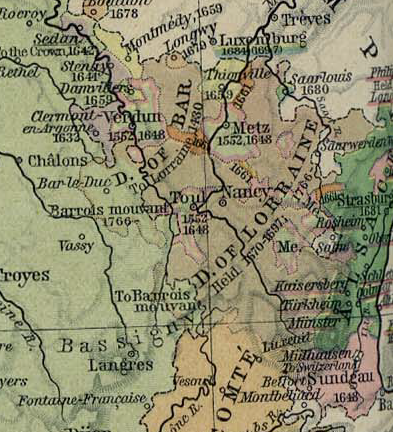
Die Trois-Évêchés

Die Bezeichnung Trois-Évêchés (deutsch „Drei Bistümer“) stand für die drei ehemaligen Hochstifte Metz, Toul und Verdun in der Kirchenprovinz Trier.

## Geschichte

Die Trois-Évêchés im 18. Jahrhundert

Im Jahr 1552 wurden die Bistümer gemäß den Bestimmungen im Vertrag von Chambord durch den französischen König Heinrich II. besetzt. Obwohl faktisch nun unter französischer Kontrolle stehend, verblieben sie nominell noch im Heiligen Römischen Reich. Mit dem Westfälischen Frieden von 1648 wurde Frankreich der offizielle Besitz der Hochstifte bestätigt.
Bis zur Französischen Revolution bildeten die Trois-Évêchés die Provinz der Drei Bistümer.